# اقتصاد تاجیکستان
اقتصاد تاجیکستان وابسته به کشاورزی و خدمات است.

از زمان استقلال، تاجیکستان به تدریج مسیر اقتصاد انتقالی را دنبال کرده و سیاست‌های اقتصادی خود را اصلاح کرده‌است. با درآمد خارجی که به شدت به صادرات پنبه و آلومینیوم وابسته است، اقتصاد به شدت در برابر شوک‌های خارجی آسیب‌پذیر است. اقتصاد تاجیکستان همچنین شامل یک بازار سیاه گسترده است که عمدتاً بر تجارت مواد مخدر با افغانستان متمرکز است. تخمین زده می‌شود که قاچاق هروئین در تاجیکستان معادل ۳۰ تا ۵۰ درصد از تولید ناخالص داخلی ملی در سال ۲۰۱۲ باشد.

در سال مالی (FY) ۲۰۰۰، کمک‌های بین‌المللی منبع اصلی حمایت از برنامه‌های توانبخشی بود که رزمندگان سابق جنگ داخلی تاجیکستان را در اقتصاد غیرنظامی ادغام می‌کرد و به این ترتیب به حفظ صلح کمک می‌کرد. کمک‌های بین‌المللی نیز برای رسیدگی به دومین سال خشکسالی شدید که منجر به کمبود مداوم تولید مواد غذایی شد، ضروری بود. اقتصاد تاجیکستان پس از جنگ به طور قابل توجهی رشد کرد. تولید ناخالص داخلی (GDP) تاجیکستان با میانگین نرخ ۹٫۶ درصد در دوره ۲۰۰۰-۲۰۰۷ بر اساس داده‌های بانک جهانی گسترش یافت. این امر موقعیت تاجیکستان را در میان سایر کشورهای آسیای مرکزی (به ویژه ترکمنستان و ازبکستان) که از آن زمان از نظر اقتصادی تنزل یافته‌اند، بهبود بخشید.

تا آگوست ۲۰۰۹، تخمین زده می‌شود که ۶۰ درصد از شهروندان تاجیکستانی زیر خط فقر زندگی می‌کنند.

بحران مالی ۲۰۰۸ به تاجیکستان هم در داخل و هم در سطح بین‌المللی ضربه سختی وارد کرد. تاجیکستان نسبت به بسیاری از کشورها ضربه سخت‌تری خورده‌است، زیرا قبلاً نرخ فقر بالایی دارد و بسیاری از شهروندان آن به حواله از تاجیکستانی‌های مقیم خارج از کشور وابسته هستند.

## تاریخچه اقتصادی
این نموداری از روند تولید ناخالص داخلی تاجیکستان به قیمت بازار است تخمین زده شده توسط صندوق بین‌المللی پول با ارقام میلیون‌ها واحد پول رایج.
| سال  | تولید ناخالص داخلی | نرخ تبادل دلار آمریکا |
| ---- | ------------------ | --------------------- |
| ۱۹۹۵ | ۶۵٬۰۰۰             | ۱۲۳٫۳۳ روبل تاجیکی    |
| ۲۰۰۰ | ۱٬۸۰۷              | ۱٫۸۲ سامانی           |
| ۲۰۰۵ | ۷٬۲۰۱              | ۳٫۱۱ سامانی           |

برای مقایسه‌های برابری قدرت خرید، دلار آمریکا تنها با نرخ ۰٫۸۲ SM مبادله می‌شود.
اقتصاد تاجیکستان به شدت در اثر شش سال درگیری داخلی و از دست دادن بازارهای محصولاتش تضعیف شده است. بنابراین تاجیکستان برای بسیاری از نیازهای اساسی معیشتی خود به کمک‌های بشردوستانه بین‌المللی وابسته است. حتی اگر توافقنامه صلح ژوئن ۱۹۹۷ محترم شمرده شود، این کشور با مشکلات عمده‌ای در ادغام پناهندگان و جنگجویان سابق در اقتصاد روبرو است. آینده اقتصاد تاجیکستان و پتانسیل جذب سرمایه‌گذاری خارجی به ثبات و پیشرفت مستمر در روند صلح بستگی دارد.
در سال ۲۰۰۶ سرانه تولید ناخالص داخلی تاجیکستان ۸۵٪ سطح دهه ۱۹۹۰ بود. در حالی که جمعیت از ۵٫۳ میلیون نفر در سال ۱۹۹۱ به ۷٫۳ میلیون نفر در سال ۲۰۰۹ افزایش یافته است.
علیرغم مقاومت منافع ذینفع، دولت تاجیکستان به دنبال تثبیت اقتصاد کلان و اصلاحات ساختاری در سال مالی ۲۰۰۰ بود. در دسامبر ۱۹۹۹، دولت اعلام کرد که خصوصی‌سازی بنگاه‌های کوچک با موفقیت به پایان رسیده است و خصوصی‌سازی بنگاه‌های متوسط و بزرگ دولتی (SOEs) به تدریج ادامه یافت. ادامه خصوصی‌سازی بنگاه‌های متوسط و بزرگ دولتی، اصلاحات ارضی و اصلاحات و بازسازی بانکی همچنان از اولویت‌های اصلی هستند. اندکی پس از پایان سال مالی ۲۰۰۰، هیئت مدیره صندوق بین‌المللی پول با تصویب سومین وام سالانه تسهیلات کاهش فقر و رشد برای تاجیکستان، به عملکرد اخیر دولت رای اعتماد داد. بهبود انضباط مالی توسط دولت تاجیکستان از بازگشت به رشد مثبت اقتصادی حمایت کرده است. بودجه دولت در سال ۲۰۰۱ تقریباً متعادل بود و بودجه سال ۲۰۰۲ دولت کسری مالی ۰٫۳٪ از تولید ناخالص داخلی، از جمله افزایش‌های اخیر در هزینه‌های بخش اجتماعی را هدف قرار داده است.
جدول زیر شاخص‌های اصلی اقتصادی در سال‌های ۱۹۹۷–۲۰۲۴ را نشان می‌دهد.
| سال  | تولید ناخالص داخلی (میلیارد دلار آمریکا بر اساس برابری قدرت خرید) | سرانه تولید ناخالص داخلی (دلار آمریکا بر اساس برابری قدرت خرید) | تولید ناخالص داخلی (میلیارد دلار آمریکا اسمی) | رشد تولید ناخالص داخلی (واقعی) | تورم (درصد) | بدهی دولت (درصد از تولید ناخالص داخلی) |
| ---- | ----------------------------------------------------------------- | --------------------------------------------------------------- | --------------------------------------------- | ------------------------------ | ----------- | -------------------------------------- |
| ۱۹۹۳ | ۶٫۴۳                                                              | ۱٬۱۵۴                                                           | ۰٫۶۸                                          | −۱۱٫۱٪                         | ۲٬۶۰۰٫۷٪    | n/a                                    |
| ۱۹۹۴ | ۵٫۱۷                                                              | ۹۲۱                                                             | ۰٫۸۳                                          | −۲۱٫۴٪                         | ۳۵۰٫۴٪      | n/a                                    |
| ۱۹۹۵ | ۴٫۶۱                                                              | ۸۱۴                                                             | ۰٫۵۷                                          | −۱۲٫۵٪                         | ۶۱۲٫۵٪      | n/a                                    |
| ۱۹۹۶ | ۴٫۴۹                                                              | ۷۸۴                                                             | ۱٫۰۵                                          | −۴٫۴٪                          | ۴۱۸٫۵٪      | n/a                                    |
| ۱۹۹۷ | ۴٫۶۵                                                              | ۷۹۸                                                             | ۱٫۱۲                                          | ۱٫۷٪                           | ۸۸٫۰٪       | n/a                                    |
| ۱۹۹۸ | ۴٫۹۵                                                              | ۸۳۴                                                             | ۱٫۳۲                                          | ۵٫۳٪                           | ۴۳٫۲٪       | ۹۶٫۶٪                                  |
| ۱۹۹۹ | ۵٫۲۱                                                              | ۸۵۱                                                             | ۱٫۰۹                                          | ۳٫۷٪                           | ۲۷٫۵٪       | ۱۰۷٫۸٪                                 |
| ۲۰۰۰ | ۵٫۷۷                                                              | ۹۲۸                                                             | ۰٫۹۹                                          | ۸٫۳٪                           | ۳۲٫۹٪       | ۱۱۱٫۴٪                                 |
| ۲۰۰۱ | ۶٫۵۰                                                              | ۱٬۰۲۷                                                           | ۱٫۰۶                                          | ۱۰٫۲٪                          | ۳۸٫۶٪       | ۹۹٫۴٪                                  |
| ۲۰۰۲ | ۷٫۲۰                                                              | ۱٬۱۱۶                                                           | ۱٫۲۱                                          | ۹٫۱٪                           | ۱۲٫۲٪       | ۹۸٫۳٪                                  |
| ۲۰۰۳ | ۸٫۰۹                                                              | ۱٬۲۳۰                                                           | ۱٫۵۶                                          | ۱۰٫۲٪                          | ۱۶٫۴٪       | ۶۹٫۸٪                                  |
| ۲۰۰۴ | ۹٫۱۹                                                              | ۱٬۳۶۹                                                           | ۲٫۰۷                                          | ۱۰٫۶٪                          | ۷٫۲٪        | ۴۹٫۴٪                                  |
| ۲۰۰۵ | ۱۰٫۱۱                                                             | ۱٬۴۷۵                                                           | ۲٫۳۱                                          | ۶٫۷٪                           | ۷٫۳٪        | ۴۵٫۸٪                                  |
| ۲۰۰۶ | ۱۱٫۱۵                                                             | ۱٬۵۹۳                                                           | ۲٫۸۱                                          | ۷٫۰٪                           | ۱۰٫۰٪       | ۳۶٫۸٪                                  |
| ۲۰۰۷ | ۱۲٫۳۵                                                             | ۱٬۷۲۶                                                           | ۳٫۷۱                                          | ۷٫۸٪                           | ۱۳٫۲٪       | ۳۴٫۳٪                                  |
| ۲۰۰۸ | ۱۳٫۵۸                                                             | ۱٬۸۵۸                                                           | ۵٫۱۴                                          | ۷٫۹٪                           | ۲۰٫۴٪       | ۳۰٫۲٪                                  |
| ۲۰۰۹ | ۱۴٫۲۰                                                             | ۱٬۹۰۰                                                           | ۴٫۹۸                                          | ۳٫۹٪                           | ۶٫۴٪        | ۳۶٫۹٪                                  |
| ۲۰۱۰ | ۱۵٫۳۰                                                             | ۲٬۰۰۲                                                           | ۵٫۶۴                                          | ۶٫۵٪                           | ۶٫۵٪        | ۳۶٫۸٪                                  |
| ۲۰۱۱ | ۱۶٫۷۷                                                             | ۲٬۱۴۶                                                           | ۶٫۵۲                                          | ۷٫۴٪                           | ۱۲٫۴٪       | ۳۵٫۵٪                                  |
| ۲۰۱۲ | ۱۸٫۳۷                                                             | ۲٬۲۹۷                                                           | ۷٫۵۹                                          | ۷٫۵٪                           | ۵٫۸٪        | ۳۲٫۵٪                                  |
| ۲۰۱۳ | ۲۰٫۰۶                                                             | ۲٬۴۵۳                                                           | ۸٫۵۱                                          | ۷٫۴٪                           | ۵٫۰٪        | ۲۹٫۳٪                                  |
| ۲۰۱۴ | ۲۱٫۷۸                                                             | ۲٬۶۰۴                                                           | ۹٫۲۴                                          | ۶٫۷٪                           | ۶٫۱٪        | ۲۷٫۹٪                                  |
| ۲۰۱۵ | ۲۳٫۳۰                                                             | ۲٬۷۲۶                                                           | ۷٫۸۶                                          | ۶٫۰٪                           | ۵٫۸٪        | ۳۵٫۰٪                                  |
| ۲۰۱۶ | ۲۵٫۱۵                                                             | ۲٬۸۷۹                                                           | ۶٫۹۹                                          | ۶٫۹٪                           | ۵٫۹٪        | ۴۲٫۲٪                                  |
| ۲۰۱۷ | ۲۷٫۴۱                                                             | ۳٬۰۷۳                                                           | ۷٫۵۴                                          | ۷٫۱٪                           | ۷٫۳٪        | ۴۶٫۳٪                                  |
| ۲۰۱۸ | ۲۸٫۵۷                                                             | ۳٬۱۳۷                                                           | ۷٫۷۶                                          | ۷٫۶٪                           | ۳٫۸٪        | ۴۶٫۶٪                                  |
| ۲۰۱۹ | ۳۲٫۹۷                                                             | ۳٬۵۴۹                                                           | ۸٫۳۰                                          | ۷٫۴٪                           | ۷٫۸٪        | ۴۳٫۵٪                                  |
| ۲۰۲۰ | ۳۵٫۶۲                                                             | ۳٬۷۶۰                                                           | ۸٫۱۳                                          | ۴٫۴٪                           | ۸٫۶٪        | ۵۱٫۸٪                                  |
| ۲۰۲۱ | ۳۹٫۷۳                                                             | ۴٬۱۱۴                                                           | ۸٫۹۳                                          | ۹٫۴٪                           | ۹٫۰٪        | ۴۲٫۱٪                                  |
| ۲۰۲۲ | ۴۵٫۹۶                                                             | ۴٬۶۷۳                                                           | ۱۰٫۴۹                                         | ۸٫۰٪                           | ۶٫۶٪        | ۳۲٫۵٪                                  |
| ۲۰۲۳ | ۵۱٫۵۵                                                             | ۵٬۱۴۸                                                           | ۱۱٫۸۶                                         | ۸٫۳٪                           | ۳٫۷٪        | ۳۰٫۹٪                                  |
| ۲۰۲۴ | ۵۶٫۳۷                                                             | ۵٬۵۳۳                                                           | ۱۳٫۰۰                                         | ۶٫۸٪                           | ۴٫۵٪        | ۳۰٫۷٪                                  |

## تولید ناخالص داخلی

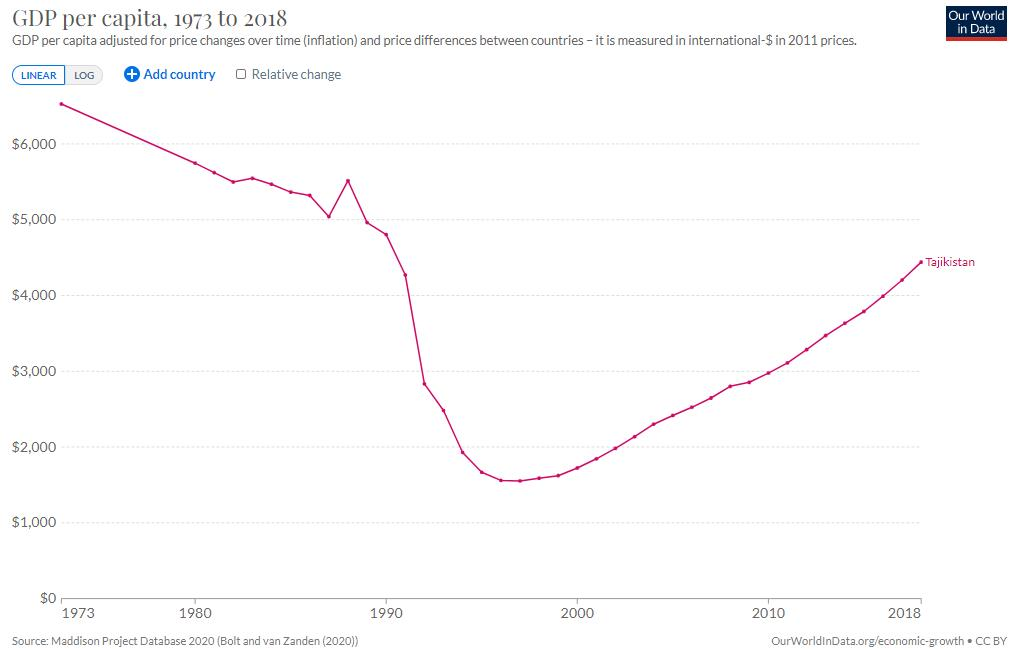
توسعه تولید ناخالص داخلی واقعی سرانه تاجیکستان

در سال ۲۰۰۵ تولید ناخالص داخلی تاجیکستان با ۶٫۷٪ رشد به حدود ۱٫۸۹ میلیارد دلار آمریکا رسید و رشد برای سال ۲۰۰۶ حدود ۸٪ بود که پنجمین سال متوالی رشد سالانه بیش از ۶٪ را نشان می‌دهد. پیش‌بینی رسمی برای رشد تولید ناخالص داخلی در سال ۲۰۰۷، ۷٫۵٪ است. تولید ناخالص داخلی سرانه در سال ۲۰۰۵، ۲۵۸ دلار آمریکا بود که پایین‌ترین میزان در میان ۱۵ کشور اتحاد جماهیر شوروی سابق است. در سال ۲۰۰۵، خدمات ۴۸٪، کشاورزی ۲۳٫۴٪ و صنعت ۲۸٫۶٪ از تولید ناخالص داخلی را تشکیل می‌دادند. رکود جهانی اخیر نرخ رشد تولید ناخالص داخلی تاجیکستان را در نیمه اول سال ۲۰۰۹ به ۲٫۸٪ کاهش داده است. تخمین زده می‌شود که حواله‌های ارسالی از تاجیکستانی‌های مقیم خارج از کشور، ۳۰ تا ۵۰٪ تولید ناخالص داخلی تاجیکستان را تشکیل می‌دهد.

## صنایع

### کشاورزی
اگرچه دولت یک برنامه تسریع شده اصلاحات ارضی را اعلام کرده است، بسیاری از مزارع دولتی دوران شوروی در سال ۲۰۰۶ هنوز وجود داشتند و دولت کنترل تولید و برداشت در مزارع خصوصی شده را حفظ می‌کند. خصوصی‌سازی مزارع پنبه به‌ویژه کند بوده است و بدهی‌های حل نشده کشاورزان پنبه در سال ۲۰۰۶ همچنان یک مشکل بود. در اوایل دهه ۲۰۰۰، محصولات عمده شامل پنبه (که یک سوم زمین‌های قابل کشت را در سال ۲۰۰۴ اشغال می‌کرد اما پس از آن تاریخ کاهش یافت)، غلات (عمدتاً گندم)، سیب‌زمینی، سبزیجات (عمدتاً پیاز و گوجه‌فرنگی)، میوه‌ها و برنج بودند. پنبه سهم مهمی در بخش کشاورزی و اقتصاد ملی دارد. پنبه ۶۰ درصد از تولیدات کشاورزی را تشکیل می‌دهد، ۷۵ درصد از جمعیت روستایی را حمایت می‌کند و از ۴۵ درصد از زمین‌های قابل کشت آبی استفاده می‌کند. بیش از ۸۰ درصد از ۸۸۰۰ کیلومتر مربع زمین مورد استفاده برای کشاورزی به آبیاری وابسته است. تاجیکستان باید غلات را از قزاقستان و ازبکستان وارد کند.
تاجیکستان در سال ۲۰۱۸ تولید کرد:
```
* ۹۶۴ هزار تن 
سیب‌زمینی
؛
* ۷۷۸ هزار تن 
گندم
؛
* ۶۸۰ هزار تن 
پیاز
؛
* ۶۴۱ هزار تن 
هندوانه
؛
* ۴۴۳ هزار تن 
گوجه‌فرنگی
؛
* ۳۵۶ هزار تن 
هویج
؛
* ۳۰۸ هزار تن 
سبزیجات
؛
* ۳۰۰ هزار تن 
پنبه
؛
* ۲۴۱ هزار تن 
انگور
؛
* ۲۳۸ هزار تن 
سیب
؛
* ۲۳۷ هزار تن 
ذرت
؛
* ۲۱۱ هزار تن 
خیار
؛
* ۱۱۶ هزار تن 
کلم
؛
* ۱۰۸ هزار تن 
جو
؛
* ۹۰ هزار تن 
برنج
؛
```

علاوه بر تولیدات کمتر سایر محصولات کشاورزی، مانند زردآلو (۳۱ هزار تن).

### جنگل‌داری
۳ درصد از تاجیکستان جنگلی است، عمدتاً در ارتفاعات بین ۱۰۰۰ تا ۳۰۰۰ متر. هیچ منطقه جنگلی به عنوان قابل استفاده تجاری طبقه‌بندی نشده است؛ بیشتر آنها تحت حفاظت دولتی هستند. تولید چوب ناچیز است، اما ساکنان محلی محصولات جنگلی غیرچوبی را برداشت می‌کنند.

### ماهیگیری
رودخانه‌ها و دریاچه‌ها مقدار محدودی ماهی تولید می‌کنند و مقداری ماهی نیز از طریق آبزی‌پروری تولید می‌شود. در سال ۲۰۰۳ حدود ۱۵۸ تن ماهی صید و ۱۶۷ تن در مزارع پرورش ماهی تولید شد.

### معدن و مواد معدنی
تاجیکستان دارای ذخایر غنی طلا، نقره و آنتیموان است. بزرگترین ذخایر نقره در ولایت سغد قرار دارد، جایی که بزرگترین عملیات معدن‌کاری طلا در تاجیکستان نیز در آن واقع شده است. شرکت روسی نوریسک نیکل یک ذخیره بزرگ جدید نقره در بولشوی کانیمانصور را اکتشاف کرده است. تاجیکستان همچنین استرانسیم، نمک، سرب، روی، فلورین و جیوه تولید می‌کند. اورانیوم، یک ماده معدنی مهم در دوران شوروی، هنوز به مقدار کمی وجود دارد اما دیگر استخراج نمی‌شود. ذخایر سوخت فسیلی محدود به زغال سنگ است که حدود ۳۰ هزار تن در سال استخراج می‌شود. صنعت گسترده فرآوری آلومینیوم تاجیکستان کاملاً به سنگ معدن وارداتی وابسته است.

### صنعت و تولید
تولید اکثر صنایع در اواسط دهه ۱۹۹۰ به شدت کاهش یافت؛ علیرغم خصوصی‌سازی گسترده، در اوایل دهه ۲۰۰۰ صنعت بسیار کند احیا شد. در سال ۲۰۰۶ تخمین زده شد که یک سوم از ۷۰۰ شرکت صنعتی بزرگ تاجیکستان کاملاً تعطیل بودند و بقیه با ۲۰ یا ۲۵ درصد ظرفیت کار می‌کردند. دلایل آن تجهیزات فرسوده، سطح پایین سرمایه‌گذاری و کمبود بازارها است. برای احیای این بخش، دولت در سال ۲۰۰۶ در حال بررسی ملی‌سازی مجدد برخی از شرکت‌ها بود. تنها صنایع سنگین عمده تاجیکستان فرآوری آلومینیوم و تولیدات شیمیایی هستند. اولی، که ۴۰ درصد از تولیدات صنعتی را در سال ۲۰۰۵ تأمین می‌کرد، در کارخانه فرآوری تورسون‌زاده متمرکز است، و دومی در دوشنبه، قرغان‌تپه و یاوان. تولید آلومینیوم در سال ۲۰۰۵، ۶ درصد افزایش یافت. برخی از کارخانه‌های کوچک صنایع سبک منسوجات و مواد غذایی فرآوری شده تولید می‌کنند که عمدتاً از محصولات کشاورزی داخلی استفاده می‌کنند. صنعت نساجی حدود ۲۰ درصد از پنبه تولید شده در داخل کشور را فرآوری می‌کند. گسترش تولیدات صنایع سبک سهم قابل توجهی در رشد تولید ناخالص داخلی در سال ۲۰۰۵ داشت. صنعت ساخت‌وساز، که حدود نیمی از آن دولتی است، از سرمایه‌گذاری کم در پروژه‌های سرمایه‌ای و از کیفیت پایین کار که قراردادهای بین‌المللی را دلسرد کرده است، رنج برده است. با این حال، پروژه‌های زیربنایی جدید و افزایش ساخت‌وساز مسکن، افزایش ۶۰ درصدی تولید را از سال ۲۰۰۴ تا ۲۰۰۵ به همراه داشت. بر اساس گزارش مؤسسه مطالعات اقتصادی تاجیکستان، در سال ۲۰۰۹، یک سوم کارخانه‌ها و واحدهای صنعتی غیرفعال بودند. تولیدات صنعتی در شش ماهه اول سال ۲۰۰۹، ۱۳ درصد کاهش یافت که منجر به کاهش ۴۸ درصدی درآمدهای صادراتی شد.

### انرژی
رودخانه‌های تاجیکستان، مانند رودخانه وخش و رودخانه پنج، پتانسیل نیروی برق‌آبی عظیمی دارند و دولت بر جذب سرمایه‌گذاری برای پروژه‌های مصرف داخلی و صادرات برق متمرکز شده است. تاجیکستان میزبان نیروگاه برق‌آبی نورک، دومین سد بلند جهان است. نیروگاه برق‌آبی سنگتوده ۱ با ظرفیت ۶۷۰ مگاوات (MW)، که توسط شرکت روسی اینتر رائو یوای‌اس اداره می‌شود، در ۱۸ ژانویه ۲۰۰۸ آغاز به کار کرد و در ۳۱ ژوئیه ۲۰۰۹ رسماً افتتاح شد. سایر پروژه‌های در حال توسعه شامل سنگتوده ۲ توسط ایران، زرافشان توسط شرکت چینی سینوهیدرو و نیروگاه راغون هستند که با ارتفاع ۳۳۵ متر (۱٬۰۹۹ فوت)، در صورت تکمیل، پیش‌بینی می‌شود از سد نورک به عنوان بلندترین سد جهان پیشی بگیرد. سد راغون در ابتدا قرار بود توسط شرکت روسی اینتر رائو یوای‌اس ساخته شود، اما پس از اختلافات، روسیه از پروژه خارج شد. در سال ۲۰۱۰، تولید با سرمایه‌گذاری ایران و کمک چین از سر گرفته شد. علاوه بر نیروی برق‌آبی، سایر منابع انرژی شامل ذخایر قابل توجه زغال سنگ و ذخایر کوچکتر گاز طبیعی و نفت است. در دسامبر ۲۰۱۰، گازپروم روسیه از کشف ذخایر قابل توجه گاز طبیعی در میدان ساریقامیش با ۶۰ میلیارد متر مکعب گاز طبیعی خبر داد که برای ۵۰ سال مصرف داخلی تاجیکستان کافی است. شرکت ملی برق برقی تاجیک است.
تاجیکستان یکی از کشورهای شریک برنامه انرژی EU INOGATE است که دارای چهار موضوع کلیدی است: افزایش امنیت انرژی، همگرایی بازارهای انرژی کشورهای عضو بر اساس اصول بازار داخلی انرژی اتحادیه اروپا، حمایت از توسعه انرژی پایدار و جذب سرمایه‌گذاری برای پروژه‌های انرژی با منافع مشترک و منطقه‌ای.

### خدمات
در طول اوایل دهه ۲۰۰۰، تولید کلی بخش خدمات به طور پیوسته افزایش یافته است. سیستم بانکی به دلیل تقویت نظارت توسط بانک ملی تاجیکستان، کاهش محدودیت‌ها در مشارکت موسسات خارجی و اصلاحات نظارتی، به طور قابل توجهی بهبود یافته است. این سیستم شامل ۱۶ بانک تجاری و بانک مرکزی یا بانک ملی است. دولت این سیستم را کنترل می‌کند، اگرچه در اصل بیشتر بانک‌ها خصوصی شده‌اند. یک برنامه بازسازی با کمک بین‌المللی در سال ۲۰۰۳ تکمیل شد. بانک‌ها طیف محدودی از خدمات را ارائه می‌دهند و بر ارائه اعتبار به شرکت‌های دولتی متمرکز هستند. تخمین زده می‌شود که تنها ۱۰ درصد از سرمایه در تاجیکستان از طریق سیستم بانکی جابجا می‌شود و مشاغل کوچک به ندرت از بانک‌ها وام می‌گیرند.
عبدالجبار شیرینوف، رئیس بانک ملی تاجیکستان اعلام کرد که ۱۴۲ سازمان اعتباری، از جمله ۱۶ بانک و ۲۹۹ شعبه آنها، دو موسسه مالی غیربانکی و ۱۲۴ سازمان تامین مالی خرد در اول سال ۲۰۱۳ در تاجیکستان فعالیت می‌کردند.

### گردشگری
صنعت گردشگری تاجیکستان در اثر جنگ داخلی از بین رفت، اما در سال‌های اخیر شروع به احیای خود کرده است. در سال ۲۰۱۸، انجمن کوله‌گردانان بریتانیا تاجیکستان را به عنوان هفتمین مقصد برتر سفر ماجراجویانه در جهان رتبه‌بندی کرد. کمیته توسعه گردشگری تاجیکستان در پاسخ به این تقدیر اظهار داشت که "قرار گرفتن تاجیکستان در بین ۲۰ مقصد برتر سفر ماجراجویانه انجمن کوله‌گردانان بریتانیا گواه توسعه گردشگری در این کشور است."

## نیروی کار
در سال ۲۰۰۳ میلادی، نیروی کار فعال تاجیکستان حدود ۳٫۴ میلیون نفر تخمین زده شد که ۶۴٪ آن‌ها در بخش کشاورزی، ۲۴٪ در بخش خدمات و ۱۰٪ در بخش صنعت و ساخت‌وساز مشغول به کار بودند. پس از کاهش در اوایل دهه ۲۰۰۰ میلادی، دستمزدهای واقعی کارمندان دولتی در سال‌های ۲۰۰۴ و ۲۰۰۵ افزایش یافت. به دلیل ادامه سلطه مزارع دولتی، اکثریت کارگران کارمندان دولتی هستند، اگرچه تنها تعداد کمی به طور کامل به دستمزدها متکی هستند. در سال ۲۰۰۶ میلادی، تخمین زده شد که ۷۰۰٬۰۰۰ کارگر به دلیل نرخ بالای بیکاری، شغل فصلی یا دائمی در روسیه و دیگر کشورها یافتند. حواله‌های ارسالی آن‌ها که در سال ۲۰۰۵ میلادی ۶۰۰ میلیون دلار آمریکا تخمین زده شد، یک منبع اقتصادی مهم در تاجیکستان است؛ در سال ۲۰۰۴ میلادی تخمین زده شد که ۱۵٪ از خانوارها عمدتاً به این پرداخت‌ها وابسته بودند. در ماه مه ۲۰۰۹ میلادی، حواله‌های ارسالی به تاجیک‌ها به ۵۲۵ میلیون دلار کاهش یافت، که ۳۴٪ کاهش نسبت به سال قبل داشت. بلافاصله قبل از بحران مالی ۲۰۰۸، تخمین زده می‌شد که ۱٫۵ میلیون کارگر خارجی حواله‌هایی را به تاجیکستان ارسال می‌کردند. در سال ۲۰۰۶ میلادی، میانگین دستمزد ۲۷ دلار آمریکا در ماه بود. نرخ بیکاری ملی به طور غیررسمی در سال ۲۰۰۶ میلادی تا ۴۰٪ تخمین زده شد، اما در مناطق روستایی، بیکاری از ۶۰٪ فراتر رفته است. نرخ بیکاری در استان ختلان در جنوب بیشتر از استان سغد در شمال بوده است. میانگین دستمزدها در سال ۲۰۰۹ میلادی ۰٫۶۶ دلار در هر ساعت-کار بود.

گزارش شده است که بخش اشتغال غیررسمی تاجیکستان طبق گزارش فهرست کالاهای تولیدشده توسط کار کودکان یا کار اجباری وزارت کار ایالات متحده آمریکا، از کار کودکان و کار اجباری در صنعت پنبه این کشور استفاده می‌کند.

## یکای پول، نرخ ارز، و تورم
سامانی (SM) در سال ۲۰۰۰ برای جایگزینی روبل تاجیکستان معرفی شد، که از سال ۱۹۹۵ یکای پول بوده‌است. در دسامبر ۲۰۱۵، حدود ۷ سامانی برابر با ۱ دلار آمریکا بود. در سراسر دوران پس از شوروی، تورم مانع جدی برای رشد اقتصادی و بهبود سطح زندگی بوده‌است. برای سال‌های ۲۰۰۱–۲۰۰۳، نرخ تورم تاجیکستان به ترتیب ۳۳٪، ۱۲٫۲٪ و ۱۶٫۳٪ بود، اما در سال ۲۰۰۴ این نرخ به ۶٫۸٪ کاهش یافت و نرخ سال ۲۰۰۵، ۷٫۱٪ بود. در اواخر سال ۲۰۰۶، تورم به سطح ۱۰٪ نزدیک شد. پیش‌بینی رسمی برای سال ۲۰۰۷، ۷٪ است.

## بودجه دولت
سال ۲۰۰۴ نخستین سال کسری بودجه پس از سه سال متوالی مازاد بودجه بود، که به نوبه خود پس از چهار سال کسری بین سال‌های ۱۹۹۷ و ۲۰۰۰ قرار داشت. در سال ۲۰۰۵، درآمدها در مجموع ۴۴۲ میلیون دلار آمریکا (با کمک بهبود در جمع‌آوری مالیات) و هزینه‌ها ۵۴۲ میلیون دلار آمریکا بود که کسری ۱۰۰ میلیون دلاری را نشان می‌داد. بودجه مصوب سال ۲۰۰۷ ایالت، درآمد ۹۲۶ میلیون دلار آمریکا و هزینه‌های ۹۵۴ میلیون دلار آمریکا را پیش‌بینی می‌کند که کسری ۲۸ میلیون دلاری را به همراه خواهد داشت.

## روابط اقتصادی خارجی

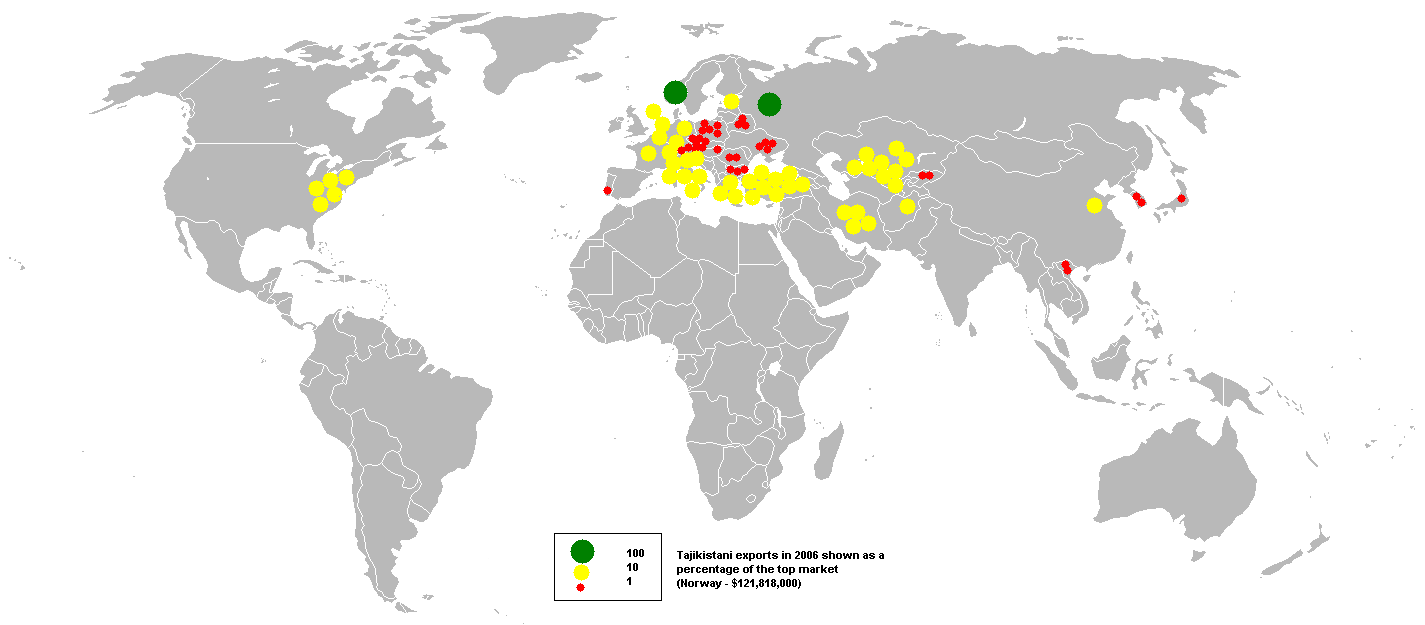
صادرات تاجیکستان در سال ۲۰۰۶

در دوران پس از شوروی، تاجیکستان به طور چشمگیری بازارهای خود را از جمهوری‌های شوروی سابق دور کرده‌است؛ در سال ۲۰۰۵، بیش از ۸۰٪ کل صادرات به مشتریانی خارج از کشورهای مستقل همسود (CIS) رفت، از جمله بیش از ۷۰٪ به کشورهای اتحادیه اروپا (EU) و ترکیه. با این حال، از آنجا که بیشتر مواد غذایی و انرژی تاجیکستان از کشورهای مستقل همسود وارد می‌شود، در سال ۲۰۰۵ تنها حدود ۵۳٪ از کل فعالیت تجاری خارج از کشورهای مستقل همسود بود. در سال ۲۰۰۵، بزرگترین خریداران کلی صادرات تاجیکستان، به ترتیب ارزش، هلند، ترکیه، روسیه، ازبکستان، لتونی و ایران بودند. به جز آلومینیوم که بیش از نیمی از ارزش صادرات را تشکیل می‌دهد، کالاهای صادراتی اصلی عبارتند از پنبه، برق، میوه، روغن‌های گیاهی و منسوجات. در سال ۲۰۰۵ بزرگترین تامین‌کنندگان واردات تاجیکستان، به ترتیب ارزش، روسیه، قزاقستان، ازبکستان، آذربایجان، چین و اوکراین بودند. این رتبه‌بندی‌های واردات عمدتاً ناشی از ارزش بالای سوخت و برق است که تاجیکستان از همسایگان خود خریداری می‌کند. یکی دیگر از واردات قابل توجه، آلومینا (اکسید آلومینیوم) برای تامین صنعت آلومینیوم است. تامین‌کنندگان اصلی آلومینا آذربایجان، قزاقستان و اوکراین هستند.
تاجیکستان در طول دوران پس از شوروی با کسری تجاری مواجه بوده‌است. در سال ۲۰۰۳، کسری ۹۷ میلیون دلار آمریکا بود که بر اساس صادرات ۷۰۵ میلیون دلار و واردات ۸۰۲ میلیون دلار محاسبه شد. در سال ۲۰۰۴، ارزش صادرات ۷۳۶ میلیون دلار و واردات ۹۵۸ میلیارد دلار بود که کسری تجاری ۲۲۲ میلیون دلاری را ایجاد کرد. کسری در سال ۲۰۰۵ دوباره افزایش یافت و به ۳۳۹ میلیون دلار رسید، که عمدتاً به دلیل کاهش صادرات پنبه و افزایش تقاضای داخلی برای کالاها بود.
در سال ۲۰۰۵، کسری حساب جاری ۸۶ میلیون دلار آمریکا بود که از اواخر دهه ۱۹۹۰ روند نزولی کلی را نشان داده‌است. کسری حساب جاری تخمینی برای سال‌های ۲۰۰۶ و ۲۰۰۷ هر دو ۴.۵٪ از تولید ناخالص داخلی یا حدود ۹۰ میلیون دلار در سال ۲۰۰۶ است. در سال ۲۰۰۵، تراز پرداخت‌های کلی ۱۴ میلیون دلار آمریکا بود. تراز پرداخت‌های کلی تخمینی برای سال ۲۰۰۶، ۸ میلیون دلار آمریکا است.
در پایان سال ۲۰۰۶، بدهی خارجی تاجیکستان حدود ۸۳۰ میلیون دلار آمریکا تخمین زده شد که بیشتر آن بدهی بین‌المللی بلندمدت بود. این مبلغ به دلیل سیاست استقراض دولتی در طول دهه‌های ۱۹۹۰ و اوایل ۲۰۰۰ به طور پیوسته افزایش یافت. در سال ۲۰۰۴، تاجیکستان حدود ۲۰٪ از بدهی خارجی خود را با مبادله بدهی با روسیه در ازای مالکیت روسیه بر ایستگاه ردیابی فضایی نورک حذف کرد، و تا سال ۲۰۰۶، مذاکرات مربوط به تجدید ساختار بدهی، بدهی را حدود دو سوم به عنوان درصدی از تولید ناخالص داخلی کاهش داده بود.
در اوایل دهه ۲۰۰۰، سرمایه‌گذاری مستقیم خارجی به دلیل بی‌ثباتی سیاسی و اقتصادی، فساد، ضعف نظام مالی داخلی و انزوای جغرافیایی تاجیکستان پایین باقی مانده‌است. تأسیس کسب‌وکار تقریباً همیشه مستلزم رشوه دادن به مقامات است و اغلب با مقاومت کارآفرینان دارای ارتباطات دولتی مواجه می‌شود. برای جذب سرمایه‌گذاری و فناوری خارجی، تاجیکستان پیشنهاد ایجاد مناطق آزاد اقتصادی را داده‌است که در آن شرکت‌ها از مزایای مالیاتی، عوارض و گمرکی برخوردار می‌شوند. در سال ۲۰۰۴، پارلمان قانونی را در مورد مناطق آزاد اقتصادی تصویب کرد و در سال ۲۰۰۸ فرمانی را برای ایجاد دو منطقه تصویب کرد: منطقه آزاد اقتصادی پنج و منطقه آزاد اقتصادی سغد. در سال ۲۰۰۳، کل سرمایه‌گذاری مستقیم خارجی ۴۱ میلیون دلار آمریکا بود؛ این رقم در سال ۲۰۰۴ به دلیل معامله کاهش بدهی با روسیه به ۲۷۲ میلیون دلار افزایش یافت. در نیمه اول سال ۲۰۰۵، این رقم ۱۶ میلیون دلار بود. از سال ۲۰۰۵، شرکت آلومینیوم روسی روسال عملیات خود را برای تکمیل نیروگاه برق آبی در راغون در رودخانه وخش و گسترش تولید آلومینیوم در کارخانه ترس‌آباد از سر گرفت. قرار بود این کارخانه در سال ۲۰۰۷ به روسال فروخته شود. همچنین در سال ۲۰۰۵، روسیه و ایران کار بر روی پروژه برق آبی سنگتوده در رودخانه وخش را از سر گرفتند. گازپروم، انحصار گاز طبیعی روسیه، در سال ۲۰۰۷ پس از صرف ۷ میلیون دلار در سال ۲۰۰۶، ۱۲ میلیون دلار برای اکتشاف نفت و گاز در تاجیکستان اختصاص داد. در سال ۲۰۰۵، شرکت مخابراتی روسی ویمپل‌کام سهام کنترلی شرکت تلفن همراه تاکام تاجیکستان را خریداری کرد. تا سال ۲۰۰۶، ترکیه به طور آزمایشی قصد داشت در یک هتل لوکس و یک کارخانه فرآوری پنبه سرمایه‌گذاری کند.

### سازمان تجارت جهانی
تاجیکستان در ۲ مارس ۲۰۱۳ به سازمان تجارت جهانی (WTO) پیوست و صد و پنجاه و نهمین کشوری شد که به این سازمان ملحق می‌شود. کارگروه الحاق تاجیکستان توسط شورای عمومی در ۱۸ ژوئیه ۲۰۰۱ تأسیس شد. تاجیکستان مذاکرات عضویت خود را در ۲۶ اکتبر ۲۰۱۲، زمانی که کارگروه بسته الحاق را تصویب کرد، به پایان رساند. شورای عمومی الحاق را در ۱۰ دسامبر ۲۰۱۲ تصویب کرد. کارگروه ششمین نشست خود را در ژوئیه ۲۰۱۱ برای ادامه بررسی نظام تجارت خارجی تاجیکستان برگزار کرد. به عنوان بخشی از مذاکرات دوجانبه دسترسی به بازار، تاجیکستان موافقت کرد که در مذاکرات برای جلب حمایت تایلند، تعرفه‌ها را بر روی تجهیزات آشپزی، یخچال، اجاق گاز و آبگرمکن کاهش دهد. پیش از این، دولت تاجیکستان تأیید کرده بود که مذاکرات با ژاپن را به پایان رسانده و در توافقنامه‌ای که در ۳۱ ژوئیه ۲۰۱۲ امضا شد، از این کشور برای الحاق خود حمایت دریافت کرده‌است.